# Slobodan Kuzmanovski
Slobodan Kuzmanovski, cyr. Слободан Кузмановски (ur. 11 czerwca 1962 w Šabacu) – piłkarz ręczny. W barwach Jugosławii dwukrotny medalista olimpijski.
Mierzący 198 cm wzrostu zawodnik był mistrzem olimpijskim w Los Angeles w 1984 (Jugosławia była jednym z państw komunistycznych, które wzięły udział w olimpiadzie) oraz w brązowym medalistą igrzysk w Seulu. W karierze klubowej związany był z Metaloplastiką Šabac.